# Toca’s Miracle 2008
Toca’s Miracle 2008 – singiel grupy Fragma wydany w 8 lat po debiucie z singlem Toca's Miracle. Dotarł on do 1. miejsca brytyjskiego notowania listy UK Singles Chart. Nowa wersja utworu okazała się wielkim sukcesem. Znalazła się na wielu najważniejszych listach przebojów na całym świecie.
Pierwszy remix pojawił się w styczniu 2008 roku.

## Lista utworów
1. Toca's Miracle 2008 (UK Radio Edit) (3:17)
2. Toca's Miracle 2008 (Inpetto 2008 Remix) (8:16)
3. Toca's Miracle 2008 (Vandalism Remix) (7:19)
4. Toca's Miracle 2008 (Wideboys Bassline Mix) (4:44)
5. Toca's Miracle 2008 (Wez Clarke Funky Mix) (7:13)
6. Toca's Miracle 2008 (Alex K Mix) (6:57)

## Miejsca na listach przebojów
| Lista                       | Najwyższa Pozycja |
| --------------------------- | ----------------- |
| Germany Singles Charts      | 73                |
| World Dance Charts          | 5                 |
| Austrian Singles Chart      | 42                |
| Brazil Dance Charts         | 1                 |
| Australian ARIA Club Charts | 2                 |
| Columbia Singles Chart      | 27                |
| Ireland Singles Chart       | 47                |
| Holland Singles Chart       | 18                |
| Spain Singles Chart         | 2                 |
| Sweden Singles Chart        | 7                 |
| UK Singles Chart            | 16                |
| Romania Singles Chart       | 8                 |
| Europe Hot 200              | 50                |
| Belgian Dance Chart         | 1                 |
| Polska                      | 1                 |